# Virgin Black
Virgin Black – australijski zespół łączący styl muzyki gothic-doom z metalem symfonicznym oraz death metalem, założony w 1993 roku w Adelaide. Zespół wydał trzy albumy i jedną EP. Członkowie zespołu są chrześcijanami, zespół tłumaczy, że ich muzyka jest poszukiwaniem duchowości i próbą podświetlenia różnicy pomiędzy Kościołem a duchowymi aspektami chrześcijaństwa. Grupa tłumaczy nazwę zespołu jako: "zestawienie czystości i mroków ludzkości" ("the juxtaposition of purity and humanity's darkness")

## Muzycy
Obecny składz zespołu
- Rowan London - śpiew, instrumenty klawiszowe
- Sesca Scaarba (Samantha Escarbe) - gitara, wiolonczela
- David Mason - gitara
- Craig Edis - gitara basowa
- Matthew Phillips - gitara basowa
- Mathew Enright - perkusja
- Mark Kelson - sesyjnie gitara

Byli członkowie
- Craig Edis - gitara, śpiew
- Brad Bessel - gitara basowa (1993-1994)
- Aaron Nicholls - gitara basowa (1996-1998)
- Graham Billing - gitara basowa (1995-1996)
- Ian Miller - gitara basowa, śpiew
- Grayh - gitara basowa, śpiew
- Daniel Bushby - perkusja (1993-1994)
- Kelvin Sugars - perkusja (1994-1995)
- Dino Cielo - perkusja, śpiew
- Luke Faz - perkusja

## Dyskografia
- Virgin Black (demo, 1995)
- Trance (EP, 1998)
- Sombre Romantic (2000, 2001)
- Elegant... and Dying (2003)
- Requiem – Mezzo Forte (2007)
- Requiem – Fortissimo (2008)
- Requiem – Pianissimo (2018)